# Волкодав: Путь воина
Волкодав: Путь воина — российская компьютерная игра в жанре Action/RPG, разработанная Gaijin Entertainment для платформы Microsoft Windows

## Сюжет
Последний из племени Серых Псов, изведав горечь потери, рабства и унижений, он вырвался из недр Самоцветных гор, получив свободу и грозное прозвище — Волкодав. Снедаемый жаждой мести, он возвращается в родные места, чтобы свести счеты с давним врагом и обрести покой.

## Мнения и отзывы
Игра получила негативные отзывы критиков и игроков за крайне плохую графику, пресный сюжет и множество багов.
| Русскоязычные издания | Русскоязычные издания |
| Издание               | Оценка                |
| --------------------- | --------------------- |
| Absolute Games        | 38 %                  |
| «Игромания»           | 3,0/5                 |